# Figurentheater-Kolleg

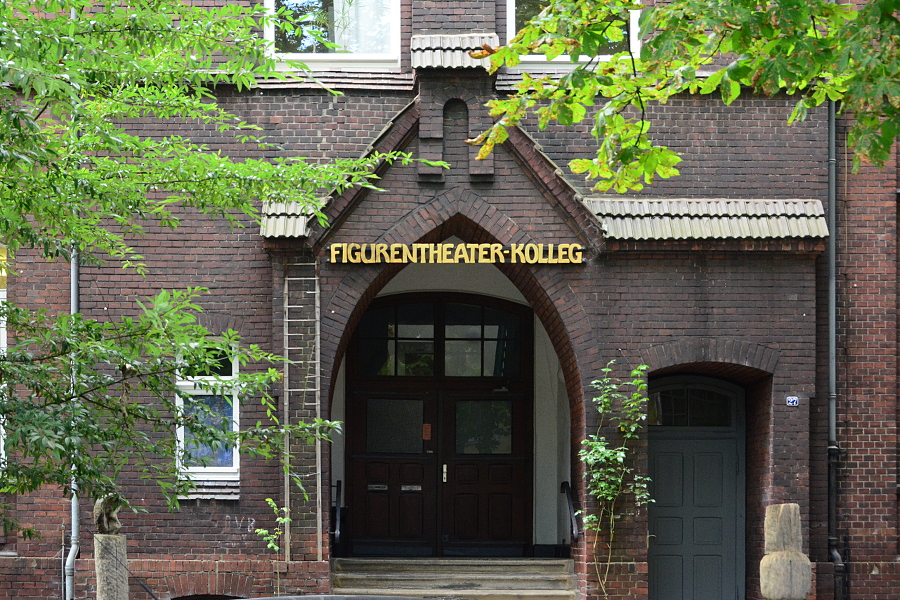
Der Eingang des Figurentheater-Kollegs

Das Figurentheater-Kolleg ist eine seit 1977 staatlich anerkannte Weiterbildungsstätte in Bochum. Träger ist seit 1991 der Verein zur Förderung des Figurentheater-Kolleg Bochum. Zuvor wurde es von dem 1991 geschlossenen Deutschen Institut für Puppenspiel getragen.

## Sitz
Das Figurentheater-Kolleg ist in einer ehemaligen Schule im Bochumer Stadtteil Langendreer, Hohe Eiche 27, untergebracht. Das zweigeschossige Backsteingebäude wurde 1903 als achtklassige Volksschule erbaut und steht seit dem 30. Januar 1998 unter Denkmalschutz. Neben den Kursräumen verfügt das Figurentheater-Kolleg über eine Werkstatt und eine Studiobühne. Die Studiobühne ist ein Theaterraum mit 80 Sitzplätzen auf ansteigender Tribüne. Zudem existiert ein großes Foyer.

## Kurse
Das Figurentheater-Kolleg bietet Kurse im Rahmen der Fortbildung Figurentheater an. Diese gliedert sich in eine Grundstufe und eine Aufbaustufe. In der Grundstufe ist ein 14-wöchiger Orientierungskurs zu absolvieren, welcher die Grundlagen der darstellenden sowie der bildenden Kunst vermittelt. Die Kurse der Aufbaustufe können nur nach Absolvierung der Grundstufe oder nach Absprache belegt werden. Darüber hinaus werden frei zugängliche Kurse angeboten.

## Bekannte Absolventen und Dozenten
Absolventen des Figurentheater-Kollegs sind u. a. Martin Wuttke und Christoph Bochdansky. Als Dozenten waren oder sind neben deutschen Künstlern wie Jochem Ahmann, Andreas Becker, Bodo Schulte und Ilse Teipelke auch internationale Lehrende wie Neville Tranter tätig.